# Acropora acuminata
Acropora acuminata är en korallart som först beskrevs av Addison Emery Verrill 1864.  Acropora acuminata ingår i släktet Acropora och familjen Acroporidae. IUCN kategoriserar arten globalt som sårbar. Inga underarter finns listade i Catalogue of Life.